# Karin Ehnbom-Palmquist
Karin Ehnbom-Palmquist, född 1943, är en svensk diplomat. Under sina 24 år utomlands har hon bland annat arbetat vid generalkonsulatet i Chicago, tjänstgjort vid ambassaden i Bonn, jobbat som chef för svenska informationskontoret i New York, och tjänstgjord vid FN-sekretariatet i New York. Hon har även tjänstgjort som andreman vid ambassaden i Caracas, Venezuela. Under åren 1996-2000 var hon  Sveriges ambassadör i Mexico. Mellan 2000-2003 var hon protokollchef vid Utrikesdepartementet och mellan 2003-2008 var hon Sveriges ambassadör i Australien och Nya Zeeland. 
Karin är initiativtagare till ett antal främjande insatser inom svensk design, kultur, innovation och mode så som "Swedish Style" i Australien 2005 och i Nya Zeeland 2008. 
Karin var generalsekreterare för organisationen Svenskar i Världen mellan 2008 till och med september 2018 och arbetande ordförande för stipendiefonden för svensk utlandsungdom som grundades av Utrikeshandelsföreningen mellan 2018-2025.  Hon är dotter till avdelningschefen och stf generaldirektören i riksskatteverket Bertil Ehnbom och Astrid Grönstedt och har två barn. 

## Priser och utmärkelser
- Kommendör av Förbundsrepubliken Tysklands förtjänstorden, KTyskRFO (2003)